# Cutias
Cutias is een gemeente in de Braziliaanse deelstaat Amapá. De gemeente telt 4.652 inwoners (schatting 2009).

## Geografie

### Hydrografie
De plaats ligt aan de rivier de Araguari, die tevens deel uit maakt van de gemeentegrens. Ook de rivier de Gurijuba maakt deel uit van de gemeentegrens.

### Aangrenzende gemeenten
De gemeente grenst aan Amapá, Ferreira Gomes, Macapá en Tartarugalzinho.

## Verkeer en vervoer

### Wegen
De gemeente Cutias is via de hoofdweg AP-070 verbonden met Macapá, de hoofdstad van de staat Amapá.